# Tamtoraq
Tamtoraq, in farsi  طمطراق , è un villaggio dello shahrestān di Hashtrud dell'Iran.